# Marijana Nola
Marijana Nola (Split, 1975.), hrvatska dramatičarka, scenaristica i dramaturginja
Diplomirala je dramaturgiju na zagrebačkoj Akademiji dramske umjetnosti. Za dramu Don Juanov kraj dobila je 1997. prvu nagradu za znanstvenu fantastiku SFERA. Četverostruka je dobitnica Nagrada za dramsko djelo "Marin Držić" i to za drame: Ljudi-Ribe (2000), Fantazija (2004), Zločestobija (2006) i Dubrovačke legende (2010). Kao dramaturginja radila je na predstavama Teatra &TD, Kerempuha, Istarskog narodnog kazališta, Kazališta Marina Držića, DK Gavella, HNK u Zagrebu, HNK u Šibeniku, HNK u Mostaru, Gradskog kazališta Komedija, Gradskog kazališta Trešnja, Gradskog kazališta Žar-ptica i Male scene. Kao scenaristica radila je na više hrvatskih dramskih serija.

## Drame
- 1997. Don Juanov kraj
- 1999. Ljudi-ribe
- 2000. Iluzija iza kulisa
- 2001. Mala kavana na Griču
- 2003. Fantazija
- 2003. Šampionski nocturno
- 2005. Diva
- 2006. Zločestobija
- 2009.  Škrtičina
- 2010.  Dubrovačke legende (Grad od snova)